# Francisco Cunha Leal
Francisco Pinto da Cunha Leal (Pedrógão de São Pedro, 22 agosto 1888 – Lisbona, 26 aprile 1970) è stato un politico portoghese. È stato presidente dei ministri della prima Repubblica portoghese tra il 1921 e il 1922. Nel corso della sua carriera politica fu anche ministro delle Finanze (30 novembre 1920 - 21 marzo 1921; 15 novembre – 18 dicembre 1923) e ministro dell'Interno (durante il mandato come presidente dei ministri).